# Karen Tanaka
Pour les articles homonymes, voir Tanaka.
Karen Tanaka, née le 7 avril 1961, est une compositrice japonaise.

## Biographie
Née à Tokyo, Karen Tanaka prend des leçons de piano et de composition dès son plus jeune âge. Après avoir étudié la composition auprès d'Akira Miyoshi et le piano avec Nobuko Amada à l'école de musique Tōhō Gakuen à Tokyo, elle s'installe à Paris en 1986 avec l'aide d'une bourse du gouvernement français pour étudier avec Tristan Murail et travailler en tant que stagiaire à l'IRCAM. En 1987, elle est lauréate du prix international Gaudeamus des compositeurs à la semaine internationale de musique d'Amsterdam. Elle étudie avec Luciano Berio à Florence en 1990–1991 avec le soutien de la fondation Nadia Boulanger et d'une bourse du gouvernement japonais. En 1998, elle est nommée codirectrice artistique du festival de musique Yatsugatake Kogen, précédemment dirigé par Toru Takemitsu. En 2005, elle est lauréate du prix Bekku. 
L'amour qu'éprouve Tanaka pour la nature et son souci de l'environnement influence bon nombre de ses œuvres dont Questions of Nature, Frozen Horizon, Water and Stone, Dreamscape, Ocean, Tales of Trees, Water Dance, la série Crystalline et Children of Light. Ses œuvres sont jouées par de nombreux ensembles et orchestres éminents à travers le monde, dont l'orchestre symphonique de la BBC, l'orchestre philharmonique de Los Angeles, l'orchestre symphonique de Berkeley, l'orchestre symphonique de la NHK à Tokyo et l'Orchestre Philharmonique de Radio France. Différentes compagnies de danse, dont le Nederlands Dans Theater, ont aussi présenté sa musique. Elle enseigne la composition à l'Université de Californie à Santa Barbara et à l'Université du Michigan située à Ann Arbor. Karen Tanaka réside actuellement à Los Angeles et enseigne la composition au California Institute of the Arts.

## Compositions

### Orchestre
- 1984 : Prismes
- 1986 : Anamorphose, pour piano et orchestre
- 1991 : Hommage en cristal, pour piano et orchestre à cordes
- 1993 :  : Initium, pour orchestre et électronique
- 1994 : Wave Mechanics
- 1995 : Echo Canyon
- 2000 : Departure
- 2000 : Guardian Angel, pour clarinette, harpe, percussion et orchestre à cordes
- 2002 : Lost Sanctuary
- 2002 : Rose Absolute
- 2004 : Urban Prayer, pour violoncelle et orchestre
- 2013 : Water of Life

### Musique de chambre
- 1994 : Polarization, pour 2 percussionnistes
- 1996 : Invisible Curve, pour 5 instruments
- 1996 : Metal Strings, pour quatuor à cordes
- 1998 : Frozen Horizon, pour 7 instruments
- 1999 : Always in my heart, pour clarinette & piano
- 1999 : At the grave of Beethoven, pour quatuor à cordes
- 1999 : Water and Stone, pour 8 instruments
- 2001 : Dreamscape), pour 7 instruments
- 2002 : Holland Park Avenue Study, pour 5 instruments
- 2003 : Ocean, pour violon et piano
- 2005 : Silent Ocean, pour trompette et piano[4]
- 2009 : Shibuya Tokyo, pour 2 violons
- 2013 : Enchanted Forest, pour cor et piano
- 2019 : Wind Whisperer, pour flûte, alto et harpe
- 2021 : Once Upon a Time, pour flûte et piano

### Piano ou clavecin
- 1988 : Crystalline, pour piano
- 1989 (révisé en 1995) : Jardin des herbes, pour clavecin (trois mouvements, dont le troisième Lavender est toujours publié dans la version de 1989)
- 1995 : The Zoo in the Sky, pour piano
- 1996 : Crystalline II, pour piano
- 1999 : Children of Light, pour piano
- 2000 : Techno Etudes, pour piano
- 2000 : Crystalline III, pour piano
- 2000 : Lavender Field, pour piano
- 2002 : Northern Light, pour piano
- 2005 : Herb Garden, pour piano à quatre mains
- 2008 : Water Dance, pour piano
- 2011 : Our Planet Earth, pour piano
- 2013 : Masquerade, pour piano
- 2014 : Blue Crystal, pour piano
- 2016 : Who Stole the Tarts?, pour piano
- 2017 : Love in the Wind, pour piano
- 2020 : Techno Etudes II, pour piano

### Autres solos instrumentaux
- 1988 : Lilas, pour violoncelle
- 1995 : Metallic Crystal, pour percussion métallique et électronique
- 1994 : Wave Mechanics II, pour violon et électronique
- 1996 : Night Bird, pour saxophone alto et électronique
- 1996 : The Song of Songs, pour violoncelle et électronique
- 2003 : Tales of Trees, pour marimba
- 2020 : Aube, pour violoncelle, narrateur et électronique
- 2021 : L'Éternité, pour violon et électronique

### Électroacoustique
- 1997 :  Celestial Harmonics
- 1997 : Inuit Voices
- 1998 : Questions of Nature

### Musique chorale
- 2009 : God is Love as Love is God
- 2009 : God Loves Us All
- 2009 : Rise Up Hallelu
- 2009 : Wait for the Lord
- 2012 : Sleep My Child
- 2018 : Sleep Deeply

### Environnement sonore
- 2000 : Opening Bell pour le Daiichi Seimei Hall
- 2010 : Viva Suntory! pour le Suntory Hall

## Discographie
- At the grave of Beethoven (Vanguard Classics - 992120), quatuor Brodsky
- Children of Light (BMG - BVCC 37200), Ikuyo Nakamichi, piano
- Crystalline (EVE0104), Eve Egoyan, piano
- Crystalline (2L - 074 SACD), Signe Bakke, piano
- Crystalline II (CRI - CD855), Xak Bjerken, piano
- Crystalline II (2L - 074 SACD), Signe Bakke, piano
- Frozen Horizon (New World Records - 80683), Ensemble Azure
- Initium (Camerata - 32CM319), Tokyo Symphony Orchestra; Kazuyoshi Akiyama, dirigeant
- Invisible Curve (New World Records - 80683), Ensemble Azure
- Lavender Field (MET - CD 1053), Thalia Myers, piano
- Metallic Crystal (Mode 189-192), Roland Auzet, percussion
- Night Bird (BIS - CD890), Claude Delangle, saxophone alto
- Night Bird (First Hand Records - FHR13), Gerard McChrystal, saxophone alto
- Northern Light (USK - 1227 CDD), Thalia Myers, piano
- Our Planet Earth (Sony - SICC 1575), Ikuyo Nakamichi, piano
- Prismes (BIS - CD490), Malmö Symphony Orchestra; Junichi Hirokami, dirigeant
- Silent Ocean (CRYSTON OVCC-00040), Osamu Kumashiro, trumpet; Kazumasa Watanabe, piano
- The Song of Songs (New Albion Records - NA 120), Joan Jeanrenaud, violoncelle
- The Song of Songs (Albany Records - TROY726), Medeleine Shapiro, violoncelle
- Techno Etudes (BVHAAST - 1000), Tomoko Mukaiyama, piano
- Techno Etudes (2L - 074 SACD), Signe Bakke, piano
- Water and Stone (New World Records - 80683), Ensemble Azure
- Water Dance (2L - 074 SACD), Signe Bakke, piano
- Water Dance (Nami Records - WWCC 7708), Kayako Matsunaga, piano
- Wave Mechanics (Deutsche Grammophon - POCG 1860), Ensemble Kanazawa
- Wave Mechanics II (Albany Records - TROY1305), Airi Yoshioka, violon
- The Zoo in the Sky (BMG - BVCC 1094), Ikuyo Nakamichi, piano